# Let England Shake
Let England Shake ist das achte Studioalbum der englischen Musikerin PJ Harvey.

## Titelliste
1. Let England Shake – 3:09
2. The Last Living Rose – 2:21
3. The Glorious Land – 3:34
4. The Words That Maketh Murder – 3:45
5. All and Everyone – 5:39
6. On Battleship Hill – 4:07
7. England – 3:11
8. In the Dark Places – 2:59
9. Bitter Branches – 2:29
10. Hanging in the Wire – 2:42
11. Written on the Forehead – 3:39
12. The Colour of the Earth – 2:33

## Aufnahme und Veröffentlichung
Das Album wurde im April und Mai 2010 in der Eype Church im englischen Dorset aufgenommen.
Die Vorabsingle The Words That Maketh Murder erschien am 17. Januar 2011 in digitaler Form und am 7. Februar auch als Vinylsingle. Das Album folgte am 11. Februar in England, am 14. Februar im Rest Europas und am 15. Februar in den USA und Kanada über Island Records bzw. Vagrant Records in den USA.

## Stil
Als musikalische Einflüsse gab Harvey Interpreten wie The Doors, The Pogues und The Velvet Underground an. Der Rolling Stone beschreibt den Klang des Albums auch als „irgendwo zwischen schrägem Folk, ätherischem New Wave und Patti-Smith-Elegie“. Erstmals setzt PJ Harvey auf einem Album Saxophone ein; darüber hinaus kommen auch Instrumente wie Autoharp bzw. Zither, Mellotron und Xylophon vielfach zum Einsatz. Das Lied England enthält gar ein Sample irakischer Musik.

„Die Beat-Strategie eines John Parish mit seinem Weniger ist Mehr passt hier ebenso perfekt wie seine Stimme zu der Mick Harveys […] und beide Stimmen passen als große Konter-Spieler mustergültig zu Harveys Gesang, der sich weniger multipel zeigt als zuvor, aber immer noch mehreren Personen zugleich gehören könnte. So schöpft "Let England shake" sein Potenzial einerseits voll aus, überreizt es andererseits teils aber auch geradezu lustvoll.“

Inhaltlich geht sie „mit ihrem Heimatland ins Gericht, singt von sinnlosen Kriegen in fernen Ländern, von falscher Vaterlandsliebe und nationaler Identität“, betont aber auch, dass sie „keine billigen, anprangernden Protestsongs schreiben“ wollte und England nur ein „Platzhalter für jedes Land“ sei.

## Rezeption
Das Album erhielt durchweg sehr gute Kritiken, was durch einen Metascore von 86 % belegt wird. Diese Wertung setzt sich als Durchschnitt aus 42 professionellen Rezensionen zusammen. Let England Shake lag damit auf Platz vier der bestbewerteten Albumveröffentlichungen des Jahres 2011.

### Preise
- Mercury Music Prize 2011
- BRIT Awards 2011 – Nominierung für Best British Album
- Q Awards 2011 – Nominierung für Album of the Year

### Jahresbestenlisten

#### Deutschsprachiger Raum
- laut.de – Platz 1 – Album des Jahres 2011[7]
- Musikexpress – Platz 1 – Album des Jahres 2011[8]
- plattentests.de – Platz 4 – Album des Jahres 2011[9]
- Visions – Platz 9 – Album des Jahres 2011[10]

#### Englischsprachiger Raum
- BBC – Platz 1 – Album des Jahres 2011[11]
- NME – Platz 1 – Album des Jahres 2011[12]
- The Guardian – Platz 1 Album des Jahres 2011[13]
- Q – Platz 2 – Album des Jahres 2011[14]
- Pitchfork Media – Platz 4 – Album des Jahres 2011[15]
- Rolling Stone – Platz 47 – Album des Jahres 2011[16]

weitere Platzierungen, siehe

## Beteiligte Musiker
- PJ Harvey
- John Parish
- Mick Harvey
- Jean-Marc Butty